# 威廉·布利特
小威廉·克里斯蒂安·布利特（英語：William Christian Bullitt, Jr.；1891年1月25日—1967年2月15日），曾擔任美國駐法大使和第一任美国驻苏联大使。

## 生平
1891年，出生于费城律师家庭。1913年，毕业于耶鲁大学。一战期间，当过费城《大众纪事报》战地记者。1918年，出席巴黎和会。1919年，访问苏联会晤列宁。1933年，美苏建交，为首任驻苏联大使。1936年，任驻法国大使。1941年，赴北非和近东执行外交使命。1942年，任海军部长欧内斯特·约瑟夫·金的特别助理，后因副国务卿萨姆纳·威尔斯辞职案，被解职。1944年，任《生活》杂志驻外记者，曾参加战斗法国军队，获少校军衔。
1967年，因癌症去世。

## 作品
- 《Thomas Woodrow Wilson: A Psychological Study》（1966年）